# Magnolia ekmanii
Magnolia ekmanii este o specie de plante din genul Magnolia, familia Magnoliaceae, descrisă de Ignatz Urban. Conform Catalogue of Life specia Magnolia ekmanii nu are subspecii cunoscute.